# النموذج العام لدوران كوكب المريخ

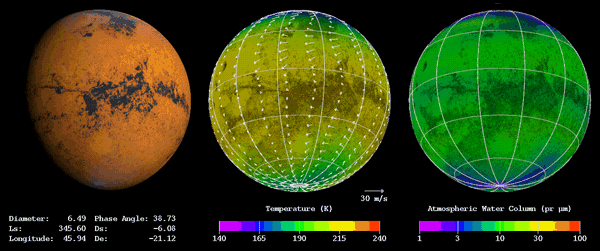
نموذج دوران المريخ العام ، ناسا

نموذج الدوران العام للمريخ (MGCM) هو النتيجة لمشروع بحثي أجرته وكالة ناسا لفهم طبيعة الدورة العامة للغلاف الجوي في المريخ ، وكيف تتحرك هذه الدورة بحيث تؤثر على مناخ المريخ على المدى الطويل.

## التاريخ
يعود تاريخ نماذج محاكاة مناخ المريخ لوق ت حصول بعثات فايكنغ إلى المريخ . تمت كتابة معظم نماذج محاكاة مناخ المريخ بواسطة باحثين منفردين لم يتم إعادة استخدامها اطلاقا أو حتى أصبحت مصادر لمفتوحة. بحلول التسعينيات ، ظهرت الحاجة إلى قاعدة بيانات موحدة للوجود ، بسبب التأثير العام للإنترنت على نمذجة المناخ والبحوث. نموذج محاكاة مناخ المريخ هذا يعود أصله لبدايات عصر الانترنت.

## كيف يعمل؟
نموذج مناخ كوكب المربخ عبارة عن نموذج معقد من ثلاث أبعاد ( الطول و العرض والارتفاع ) ، والذي يعرض العمليات التي تحدث في غلافه الجوي من تسخين للغازات ونقل للهواء الأرضي وكذالك حركات الغلاف الجوي التي تحصل على نطاق واسع.
لم يتم تعديل النموذج الحالي للاستخدام مع أنظمة الحوسبة الموزعة مثل BOINC .

## الميثان على المريخ
يحتوي الغلاف الجوي المريخي على 10 نانومول / مول ميثان. في يناير 2009 ، أعلن علماء ناسا أن غلاف المريخ يحتوي على منافذ من غاز الميثان في أماكن محددة ، الذي دفع البعض للتهكن بأن وجوده قد يشير الى وجود نشاط بيولوجي على السطح .

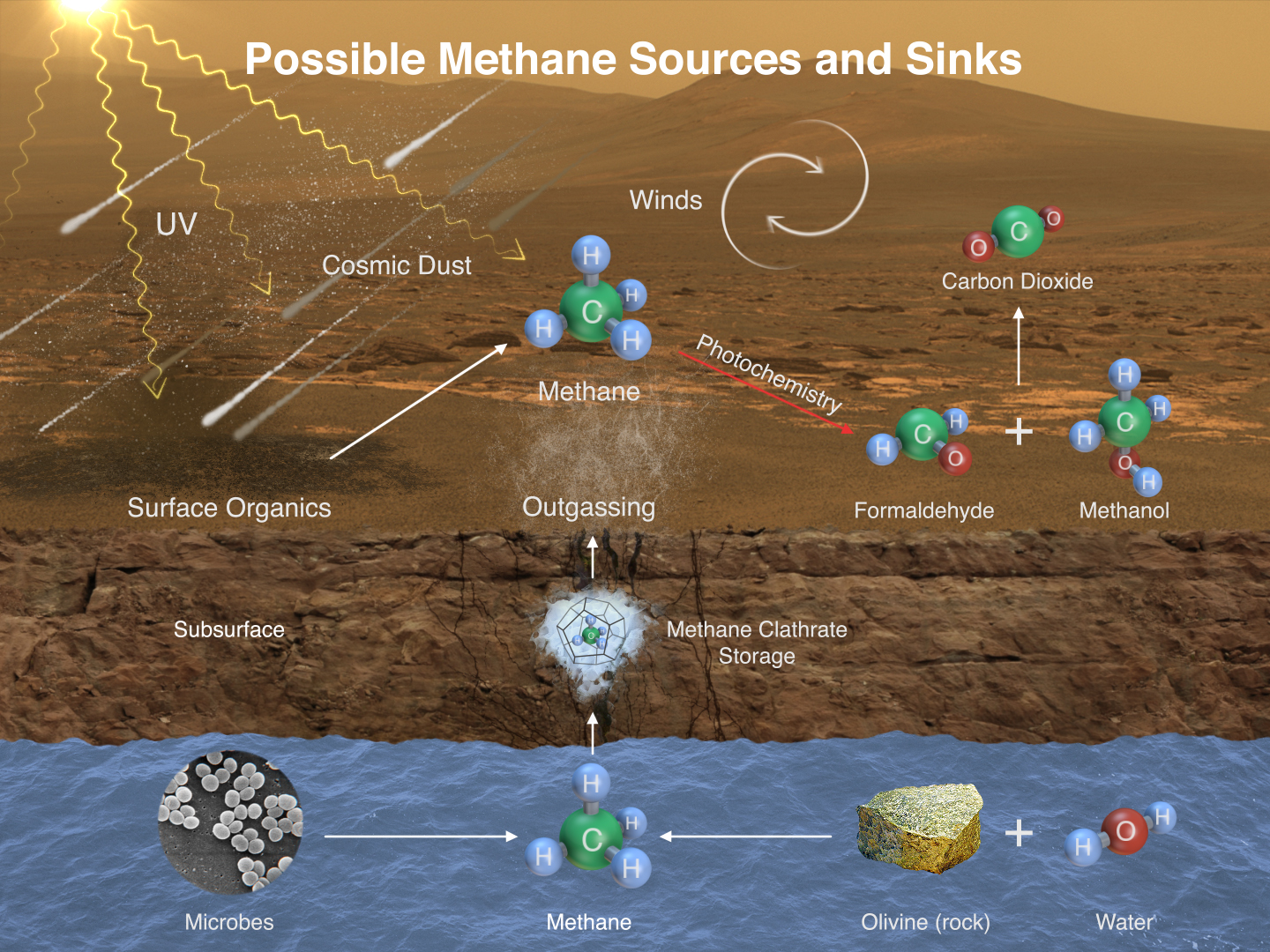
الميثان (CH _{4}) على سطح المريخ - المصادر و المخارج المحتملة له.

نشير تحليلٌ للملاحظات التي أجريت من قبل نموذج أبحاث الطقس والتنبؤ للمريخ (MarsWRF) ونموذج الدوران العام للمريخ المرتبط بها (MGCM) إلى أنه من الممكن عزل أماكن مصادر أعمدة الميثان في عشرات الكيلومترات ، والتي تقع ضمن إمكانيات التجوال في روفرز المريخ في المستقبل . يستطيع مسبار Curiosity rover التي هبطت على سطح المريخ في أغسطس 2012 ، إجراء قياسات تميز بين نظائر الميثان المختلفة ؛  ولكن حتى لو كانت المهمة هي تحديد أن الكائنات المجهرية الحية في المريخ هي مصدر للميثان ، فمن الممكن أن تكون أشكال الحياة موجودة تحت السطح بعيدًا عن مجال بحث روفر . أشارت القياسات الأولى باستخدام مقياس طيف الليزر القابل للضبط (TLS) ‏ إلى وجود أقل من 5 جزء من المليون من الميثان في موقع الهبوط في نقطة أداة القياس. قيل أنه سوف يدور مدار مركبة Mars Trace Gas Mission الذي كان من المقرر أنها في عام 2016 في دراسة الميثان  بالإضافة إلى منتجات تحللها مثل الفورمالديهايد والميثانول .
في 16 كانون الأول / ديسمبر 2014 ، أبلغت وكالة ناسا عن اكتشاف أن تجوال سيارة " كوريوسيتي الكشف عن عشرة أضعاف الكمية المحتملة من الميثات متموضعة في الغلاف الجوي للمريخ . أظهرت قياسات العينات التي تم أخذها عشرات المرات على مدى 20 شهرًا حدوث زيادات في أواخر عام 2013 وأوائل 2014 ، بمتوسط "7 أجزاء من الميثان لكل مليار في الغلاف الجوي". قبل ذلك وبعده ، بلغ متوسط القراءات حوالي عُشر ذلك المستوى.

## كواكب أخرى
هناك نماذج محاكاة مناخية عالمية تم كتابتها لكوكب المشتري وزحل ونبتون وفينوس . 

## أنظر أيضا
- مناخ المريخ
- الميثان